# Lac Escondido (Lácar)
Pour les articles homonymes, voir Lac Escondido.
Le lac Escondido, en Argentine, est un lac andin d'origine glaciaire situé au sud-ouest de la province de Neuquén, en Patagonie, dans le département de Lácar. 

## Description
Situé au sein des montagnes de la cordillère des Andes, il occupe le fond d'une étroite et profonde vallée, allongée d'ouest en est, à quelques kimomètres au sud du lac Lácar. La zone située tout autour est en grande partie inhabitée. Il est totalement entouré d'une dense forêt de type andino-patagonique.
Sa surface se trouve à 975 mètres d'altitude.
Comme presque tous les lacs patagoniens, il est d'origine glaciaire.  
Il mesure à peu près 4 km de long pour une largeur moyenne de moins de 1 km.
Il a ainsi une superficie de plus ou moins 3 kilomètres carrés. Son émissaire, affluent du río Grande, est tributaire du lac Lácar. Le río Grande s'y jette au niveau de la localité de Quila Quina.

## Bassin hydrographique
Il fait partie du bassin hydrographique qui va depuis le lac Lácar jusqu'à la baie de Corral au Chili, près de Valdivia. Ce bassin est donc binational et traverse toute la cordillère des Andes. Plusieurs lacs importants se situent dans ce bassin, soit le Lácar et le Nonthue en Argentine ; puis les lacs Pirihueico, Neltume, Calafquén, Pullinque, Panguipulli et Riñihue. Les 6 derniers sont au Chili. L'émissaire final de cette chaîne de lacs est le río Valdivia.